# Des visages des figures
Des visages des figures — szósty studyjny, a dziewiąty z kolei album francuskiego zespołu rockowego Noir Désir. Premiera miała miejsce 11 września 2001 roku. W ciągu pierwszych czterech miesięcy płyta rozeszła się w nakładzie 800 000 egzemplarzy.

## Historia płyty
Po pięciu latach po wydaniu ostatniego albumu, 666667 Club, Noir Désir nagrało kolejny album, jednak widać na nim zmianę stylu zespołu. Płyta jest spokojniejsza, na zawartych na płycie balladach muzycy kładą nacisk na treść i dźwięk.
Przy płycie pracowało wielu artystów - m.in. Manu Chao gra na gitarze w Le vent nous portera, Brigitte Fontaine bierze udział w improwizacji L'Europe, a w utworze Des armes został wykorzystany wiersz Léo Ferré.
Premiera albumu odbyła się tego samego dnia, co Zamachy na World Trade Center i Pentagon, a w tekście utworu "Le grand incendie" (pl. Wielki pożar) znajduje się wers Hommage a l'art pompier (pl. w hołdzie dla dzieła strażaków) i wspomnienie o "płonących miastach" - Babilonie, Dallas, Delhi, Londynie, Paryżu i również... Nowym Jorku.

## Lista utworów
Wszystkie piosenki zostały skomponowane przez zespół, natomiast słowa napisał Bertrand Cantat; wyjątki zostały zaznaczone.
1. "L'enfant roi" – 6:03
2. "Le grand incendie" – 4:36
3. "Le vent nous portera" – 4:48
4. "Des armes" – 2:48 (słowa: wiersz Léo Ferré)
5. "L'appartement" – 4:11
6. "Des visages des figures" – 5:14
7. "Son style 1" – 2:06
8. "Son style 2" – 2:31
9. "A l'envers à l'endroit" – 4:07
10. "Lost" – 3:23
11. "Bouquet de nerfs" – 5:13
12. "L'Europe" – 23:44 (słowa: Bertrand Cantat i B. Fontaine, muzyka: Noir Désir i Akosh Szelevényi)